# Orcades
Pour l’article homonyme, voir Îles Orcades du Sud.
« Orkney » redirige ici.  Pour la ville d'Afrique du Sud, voir Orkney (Afrique du Sud).
Les Orcades, en anglais : Orkney, en gaélique écossais : Arcaibh, sont un archipel subarctique de la mer du Nord situé au nord de l'Écosse à 16 km de la côte de Caithness. Les côtes occidentales sont baignées par l'océan Atlantique. Cet archipel compte soixante-sept îles légèrement vallonnées, dont seize seulement sont habitées. Les quelque 20 000 Orcadiens vivent pour la plupart sur l'île principale, Mainland, d'une superficie de 523,25 km2, dans les villes de Kirkwall et Stromness.
Les Orcades, habitées en permanence depuis le Mésolithique soit 8 500 ans av. J.-C., ont conservé certains des sites néolithiques les plus anciens et les mieux préservés d'Europe, notamment le site du cœur néolithique des Orcades, inscrit au patrimoine mondial. L'archipel devient une terre picte avant d'être annexée par des Vikings norvégiens en 875. Sa souveraineté passe au royaume d'Écosse en 1472, à la suite du mariage de Jacques III d'Écosse avec Marguerite, la fille du roi Christian Ier de Danemark.
Les Orcades sont l'une des trente-deux council areas d'Écosse, l'une des circonscriptions électorales du parlement écossais, ainsi qu'une des régions de lieutenance d'Écosse, un ancien comté et une ancienne région d'Écosse (du 15 mai 1975 au 31 mars 1996), avec le statut particulier de région insulaire (en).
L'agriculture et la pêche sont les principaux secteurs économiques de l'île, ainsi que le secteur des énergies renouvelables, en plein développement.

## Étymologie
Pythéas a visité « l'île de Bretagne » certainement entre 322 et 285 av. J.-C., il y décrit notamment une région appelée Orcas, à l'extrême nord de l'île. Au Ier siècle apr. J.-C., Pomponius Mela recense plus de 30 îles dans un archipel qu'il appelle Orcades. De même, Tacite, en l'an 98, affirme que son beau-père Agricola avait découvert les Orcades que Pline l'Ancien avait également mentionnées dans son Histoire naturelle, livre IV, § XXX.
La racine orc-, proche du latin porc-us, est généralement interprété comme venant de la langue picte et signifiant « cochon » ou « bête rousse » (sanglier juvénile),. L'ancien terme irlandais pour désigner l'archipel était Insi Orc, que l'on peut traduire par « îles aux cochons ». En gaélique écossais, l'archipel se nomme Arcaibh. À la fin du IXe siècle, avec l'arrivée des colons norvégiens, le préfixe Orc- est réinterprété en vieux norrois comme venant de « ork’n », qui signifie « phoque ». Il lui est rajouté le suffixe -ey, qui signifie « île », formant le terme d’Orkney adopté en anglais.

## Histoire

### Mésolithique
Un site récemment fouillé sur l'île de Stronsay, daté d'environ 7000 av. J.-C., a livré un millier de morceaux de silex, ce qui est peut-être la trace d'un campement temporaire. D'autres fouilles sur le site de Tankerness sur l'île de Mainland, ont présenté des traces d'occupation humaine datée de 6 820 à 6 660 av. J.-C., au mésolithique. De plus, les sites de Lithic Scatter sur Seatter, ou ceux de South Ettit, Wideford Hill, Valdigar et Loch of Stenness ont livré de petits outils en pierre polie.
Des éléments géologiques montrent que vers 6100 av. J.-C., un important tsunami causé par les glissements de terrain de Storegga, a frappé les Shetland et le reste de la côte orientale d'Écosse. Cependant, il n'existe pas de preuve d'établissement permanent à cette époque, aucun lieu de sépulture de cette époque n'ayant été découvert[réf. souhaitée].
- Liste des sites mégalithiques des Orcades, Yetnasteen, Cairn dolménique de Midhowe
- Sites mégalithiques des Orcades (de), Stane o’ Quoybune (de)

### Néolithique
Les Orcades sont un centre culturel majeur au néolithique, de 3800 à 2500 av. J.-C. L'agriculture prospère, des colonies de pierre permanentes et des tombes à chambre sont construites et des contacts à longue distance sont maintenus. À partir de ∼3200 avant J.C., le nombre et la densité des établissements augmentent, de nouveaux monuments cérémoniels et des styles de céramique, peut-être originaires des Orcades, se répandent à travers la Grande-Bretagne et l'Irlande.
Soutenues par une économie agricole prospère, les premières colonies permanentes ont été construites en bois, suivies par des habitations en pierre à partir de ∼3300 avant J.C.. L'utilisation de la pierre semble avoir été un choix de conception conscient et a abouti à un niveau extraordinaire de préservation archéologique.
Le premier établissement permanent de l'archipel est Knap of Howar, une ferme du Néolithique datant de 3 500 ans av. J.-C., sur l'île de Papa Westray. Le site de Barnhouse, occupé entre 3200 et 2950 av. J.-C. comprend quinze bâtiments.

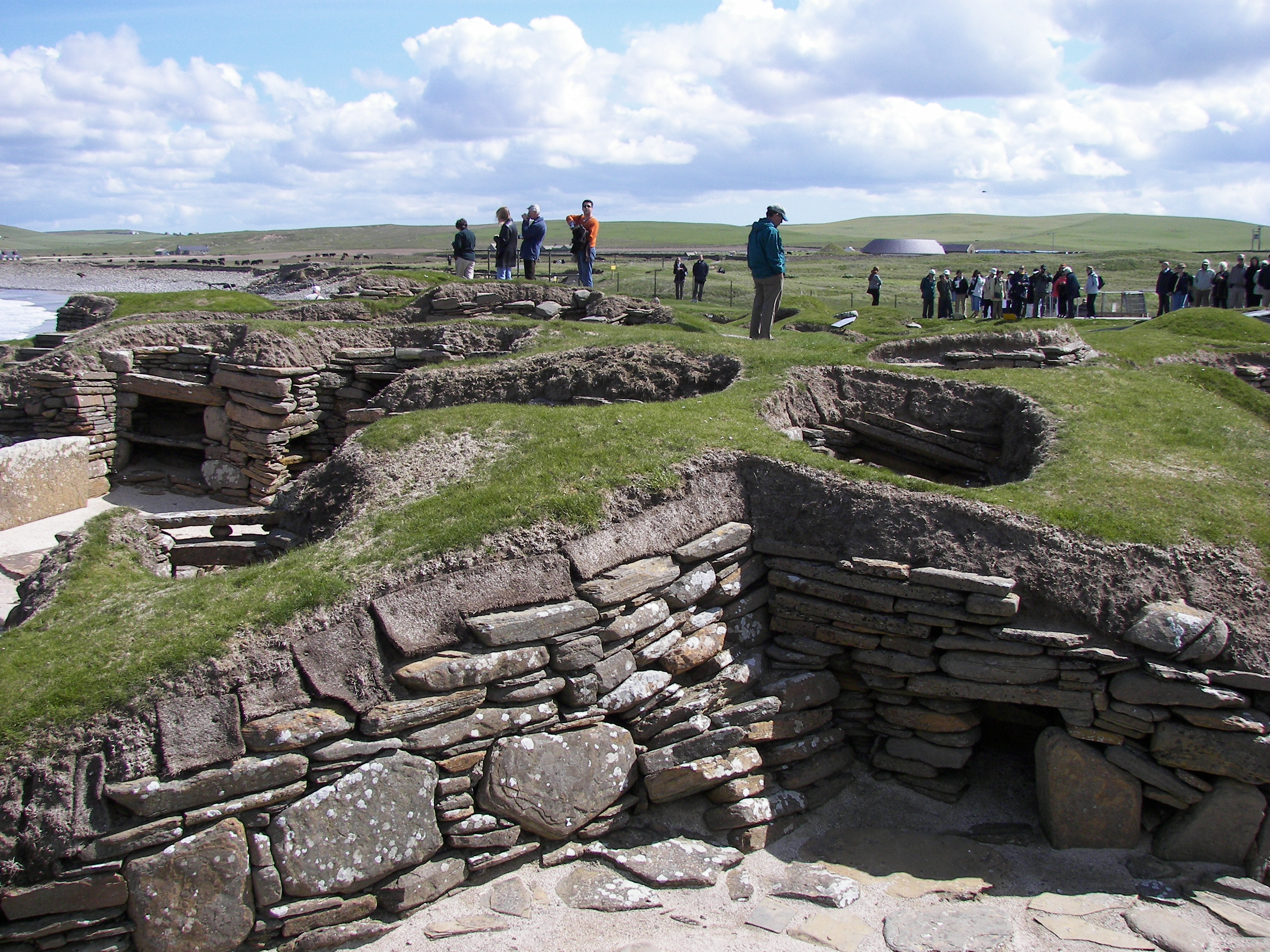
Skara Brae, site archéologique majeur, classé au patrimoine mondial de l'humanité par l'Unesco.

Le village de Skara Brae datant de 3100 à 2500 av. J.-C. et composé de dix maisons groupées, est l'un des établissements humains les mieux préservés de l'époque néolithique en Europe.
Le site du Ness of Brodgar, en cours de fouille, pourrait avoir été occupé depuis 3500 av. J.-C. jusqu'à la fin de la période néolithique, plus de 1 500 ans après,. Les excavations ont permis de mettre au jour, des habitations, un long mur de pierre massif et un grand bâtiment, lieu de culte ou palais. De plus, la découverte d'une pierre colorée prouve que les peuples du Néolithique utilisaient la peinture pour décorer leurs murs et peut-être leurs corps.
Les autres vestiges de la période sont essentiellement les pierres levées de Stenness, Maeshowe et le cercle de Brodgar. Sur le site de Links of Noltland, une figurine en forme de losange datée 2500 à 3000 av. J.-C., est considérée comme la plus ancienne représentation d'un visage humain jamais trouvée en Écosse. Le site du Tombeau des Aigles, situé sur les falaises de South Ronaldsay, a été occupé pendant plus de 800 ans à partir de 3150 av. J.-C. Le site a livré 16 000 ossements humains, 725 ossements d'oiseaux et plus de 25 kilos de tessons de poterie. Le site de Dwarfie Stane sur l'île de Hoy est un tombeau datant d’environ 2500 av. J.-C. fait à partir d'un énorme bloc de grès rouge de style très différent de tous les autres sites néolithiques des Orcades.
L'île de Rousay a un nombre important de sites préhistoriques, dont une quinzaine de tombes. Le site de Midhowe à l’ouest de l'île est le plus bel exemple : broch de Midhowe (tour de pierres sèches). Il existe d'autres chambres funéraires d'importance substantielle à Blackhammer, Taversoe Tuick, Yarso, Unstan et Bookan.
Vers 2800 avant J.C., s'amorce un déclin en dépit du fait que les traditions néolithiques aient persisté jusqu'au moins 2500 av. J.-C.. Beaucoup d'établissements ont été abandonnés à cette époque, probablement en raison de changements climatiques.

### Âge du bronze
Durant l'âge du bronze, de 2200 à 800 av. J.-C., beaucoup moins de sites de grande envergure et de structures en pierre ont été construits - cela est peut-être dû à la détérioration des conditions climatiques - mais malgré cela, les grandes structures déjà présentes continuent à être utilisées. Les sites de l'âge du bronze découverts sont Knowes of Trotty, Kirbuster Hill, Plumcake Mound proche du cercle de Brodgar, Tofts Ness sur l'île de Sanday, Warness sur l'île d'Eday, ainsi que deux maisons sur Holm of Faray, une ferme brûlée et un burnt mound à Auskerry.
Comme dans la Grande-Bretagne de l'âge du bronze, une migration de grande échelle a lieu venant du continent et une grande partie de la population présente une ascendance significative à l'échelle du génome dérivant de la steppe pontique-caspienne. Cependant, de manière unique dans le nord et le centre de l'Europe, la plupart des lignées masculines sont héritées, du moins à Westray, du néolithique local. Cela suggère que certains descendants mâles des Orcades néolithiques sont peut-être restés distincts jusqu'à l'âge du bronze. Une explication à cette spécificité a été avancée dans la continuité, la stabilité et l'autosuffisance des établissements agricoles, tels que Links of Noltland. De plus, bien que la majorité des lignées maternelles soient manifestement arrivées avec l'âge du bronze, il existe également des preuves de continuité dans les lignées féminines de descendance de la Grande-Bretagne mésolithique à l'âge du bronze et même jusqu'à nos jours. Katharina Dulias et al. estiment ainsi que des lignées masculines indigènes ont pu rester en place tandis que la culture, la langue et même les génomes (par le biais des mariages) se transformaient pour ressembler de plus en plus à ceux du continent européen d'où étaient venus les nouveaux arrivants. L'étude des génomes suggère une structure sociale basée sur la patrilocalité et l'exogamie féminine.

### Âge du fer
Des fouilles sur Mainland ont révélé une « atlantic roundhouse » construite vers 700 av. J.-C., des découvertes similaires ont été faites à « Bu » sur Mainland et à « Pierowall Quarry » sur Westray. Les brochs et les wheelhouses sont les structures les plus visibles de l'âge du fer de l'archipel, notamment le broch de Burroughston, le broch de Midhowe et le broch de Gurness. Il y aurait 8 wheelhouses dans les Orcades, 4 sur Sanday, un sur Eday, un sur Shapinsay et deux sur Mainland, près du Burrian broch, et broch of Gurness.

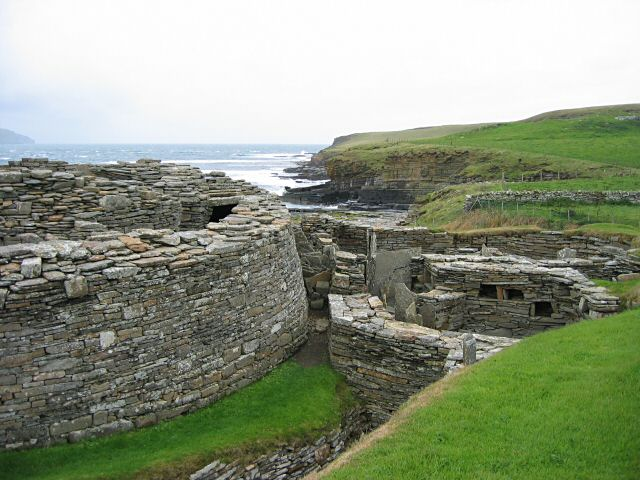
Le broch de Midhowe, sur la côte sud-ouest de Rousay.

D'autres structures de cette période sont des habitations, des pierres tombales comme sur l'île de Brough of Birsay, des structures souterraines (earth-houses) comme le site de Mine Howe, des tumuli et des cairns. Les principaux témoignages de cette époque sont essentiellement les éléments les plus résistants tels les meules en pierre, les peignes en os ou de simples poteries.
Lors de la conquête romaine de la Grande-Bretagne, un « roi des Orcades » a été l'un des onze dirigeants britanniques qui ont fait allégeance à l'empereur Claude en 43 apr. J.-C. à Colchester. L'élément le plus notable de la présence romaine est l'arrivée dans l'archipel de la flotte d'Agricola, sûrement à Shapinsay. En dehors de ce fait, l'influence directe romaine semble avoir été limitée au commerce. Il y a cependant plusieurs preuves de trafic entre les Orcades et l'Empire romain : des poteries romaines de l'an -60 ont été trouvées sur le site du broch of Gurness et des monnaies des Ier et IIe siècles ont été retrouvées au broch of Lingro. À partir de l'an 211, les Orcades ont définitivement cessé tout trafic avec l'Empire romain et les Orcades ne sont citées dans aucun écrit jusqu'au IXe siècle.
Les Orcades ont subi l'influence des Gaëls Dál, qui s'y seraient même établis temporairement vers le début du XIe siècle. Leur influence s'est peut-être propagée sur l'archipel via les missionnaires chrétiens irlandais, notamment les compagnons de saint Colomban. Le Buckquoy spindle-whorl écrit en oghamique pourrait se rapporter à cette époque. La culture chrétienne devient prééminente autour du VIIIe siècle, l'île de Papa Westray devenant l'évêché des Orcades, cependant l'archipel restera à dominante Picte tout au long de l'âge de fer jusqu'à l'arrivée des Vikings au IXe siècle. Avant l'arrivée des Scandinaves et de leur culture, les Orcades n'ont ainsi connu que le latin et le vieux gaélique.

### Époque norvégienne
À la fin du VIIIe et au début du IXe siècle, les Orcades comme les Shetland subissent une importante colonisation norvégienne principalement due à la croissance démographique qui pousse les Scandinaves à émigrer. Les Norvégiens ayant importé une loi et une langue nouvelles, le vieux norrois, qui survivra jusqu'au XIXe siècle, le sort de la population indigène est incertain : assimilation ? exil ? esclavage ? génocide ?

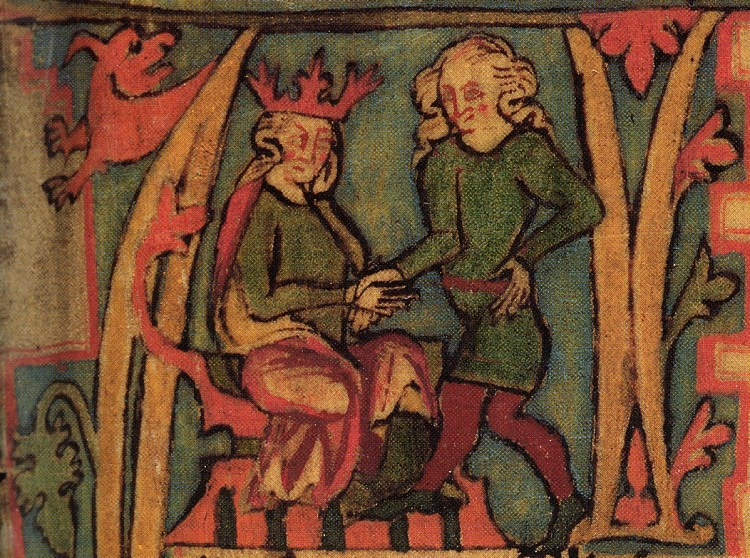
Harald Ier de Norvège prend le contrôle des Orcades en 875.

Lorsque Harald Ier de Norvège prend le contrôle de toute la Norvège, la plupart de ses adversaires fuient notamment vers les Orcades et les Shetland. Selon l’Orkneyinga saga, à partir de ces deux archipels, ils pillent l'Écosse et la Norvège. Harald réunit une puissante flotte pour les réprimer et vers 875, lui et ses guerriers prennent le contrôle des Shetland et des Orcades. Ragnvald Eysteinsson, jarl de Møre, reçoit les Orcades et les Shetland en compensation de la mort de son fils dans une bataille. Ragnvald donne alors le comté à son frère Sigurd Eysteinsson. Certains chercheurs pensent que cette histoire est apocryphe et qu'elle est basée sur les voyages de Magnus III de Norvège.
L'archipel est christianisé officiellement par Olaf Ier de Norvège en 995. Le roi Olaf Ier de Norvège convoque Sigurd Hlodvirsson pendant une visite des Orcades et dit « Je vous ordonne à vous et tous vos sujets de vous faire baptiser. Si vous refusez, je vous tuerai sur-le-champ et je vous jure que je ravagerai chaque île par le feu et le fer ». Sigurd et la population préférèrent le baptême chrétien. À partir du XIe siècle, le jarl des Orcades doit faire allégeance, en étant aussi comte de Caithness, tant à la couronne norvégienne qu'à la couronne écossaise.

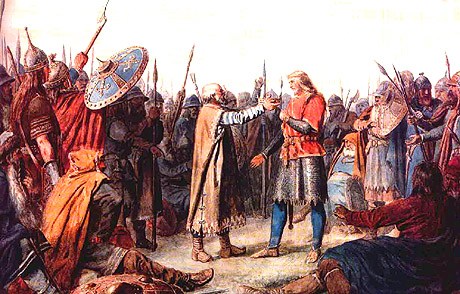
L'archipel est christianisé officiellement par Olaf Ier de Norvège en 995.

Les îles de l'archipel sont dirigées par un jarl, ou comte, qui règne également sur les Shetland. Une saga, l’Orkneyinga saga, retrace l'histoire des jarls des Orcades. Les îles sont ensuite dirigées par des jarls d'origine écossaise issus des familles d'Atholl, d'Angus et enfin de Strathearn.
En 1194, lorsque Harald Maddadsson est comte des Orcades et des Shetland, une rébellion éclate contre le roi Sverre Sigurdsson de Norvège. Le lendmann Hallkjell Jonsson et Olav, frère du comte, lèvent une armée et embarquent pour la Norvège. Cette armée, qualifiée du terme Eyjarskeggjar ou Øyskjegger, c'est-à-dire « Insulaires » des Orcades, est défaite à la bataille de Florvåg près de Bergen.
En 1195, Harald Maddadsson est appelé en Norvège par le roi Sverre Sigurdsson, pour expliquer son rôle durant le soulèvement. Comme punition, le roi place le comté de Shetland sous son autorité directe, situation qui perdurera pendant près de deux siècles,.

### Époque écossaise
Passées sous domination danoise en même temps que la Norvège, les Orcades et les Shetland sont cédées à l'Écosse en 1469 : elles font partie de la dot de Marguerite de Danemark qui épouse le roi Jacques III d'Écosse.

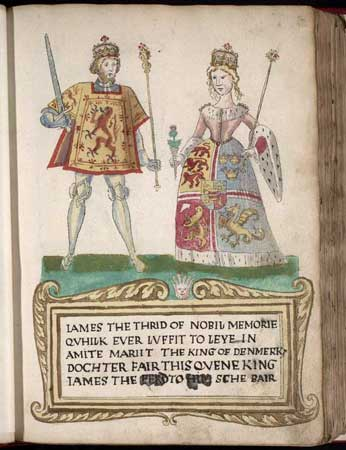
Les Orcades font partie de la dot de Marguerite de Danemark qui épouse le roi Jacques III d'Écosse en 1469.

Le montant de la dot était fixé à 60 000 florins dont les Orcades données en gage à concurrence de 50 000 florins. Le roi Christian Ier de Danemark, père de la mariée, n'ayant réuni lors du mariage que 2 000 florins, ajoute les Shetland pour couvrir les 8 000 florins impayés. Jamais l'argent ne sera versé, d'où l'annexion des îles par l'Écosse en 1471. En 1470, William Sinclair, comte de Caithness cède son titre sur les Shetland à Jacques III d'Écosse et l'année suivante les Orcades et les Shetland sont directement annexées à la couronne d'Écosse.
En 1564, Lord Robert Stewart, fils naturel de Jacques V d'Écosse, est fait shérif des Orcades et des Shetland. En 1581, il est fait comte des Orcades par Jacques VI. Mais le comté est réintégré au domaine de la couronne en 1614 après l'exécution de son fils Patrick pour avoir refusé de se plier aux statuts d'Iona.
Au XVIe siècle, les flottes écossaise et néerlandaise dominent la pêche aux harengs dans la région. La flotte des Orcades est relativement petite jusqu'au XIXe siècle, mais augmente rapidement pour atteindre 700 bateaux dans les années 1840, Stronsay et Stromness devenant des centres de pêcherie importants.
Durant le protectorat britannique, les Orcades sont visitées par des troupes d'Oliver Cromwell, qui initient la population à de nouvelles pratiques industrielles et agricoles.
Au XVIIe siècle, l'écrasante majorité des employés de la Compagnie de la Baie d'Hudson au Canada sont originaires des Orcades. Le climat rude des Orcades, la compétence maritime et la réputation de sobriété des Orcadiens font d'eux des candidats idéaux. Durant cette période, le kelp est brièvement devenu un pilier de l'économie de l'archipel. Par exemple, à Shapinsay plus de 3 048 tonnes de ces algues sont incinérées chaque année pour produire de la soude. Les techniques agricoles s'améliorent grandement au XVIIe siècle, l'époque victorienne voit l'émergence de grandes exploitations avec une organisation en travail posté.

### Époque contemporaine
Au milieu du XIXe siècle, l'archipel compte une population d'environ 26 000 habitants, dont le nombre tombe à 17 000 jusqu'aux années 1970 et augmente à nouveau ensuite. Ce déclin démographique a touché notamment les îles périphériques.

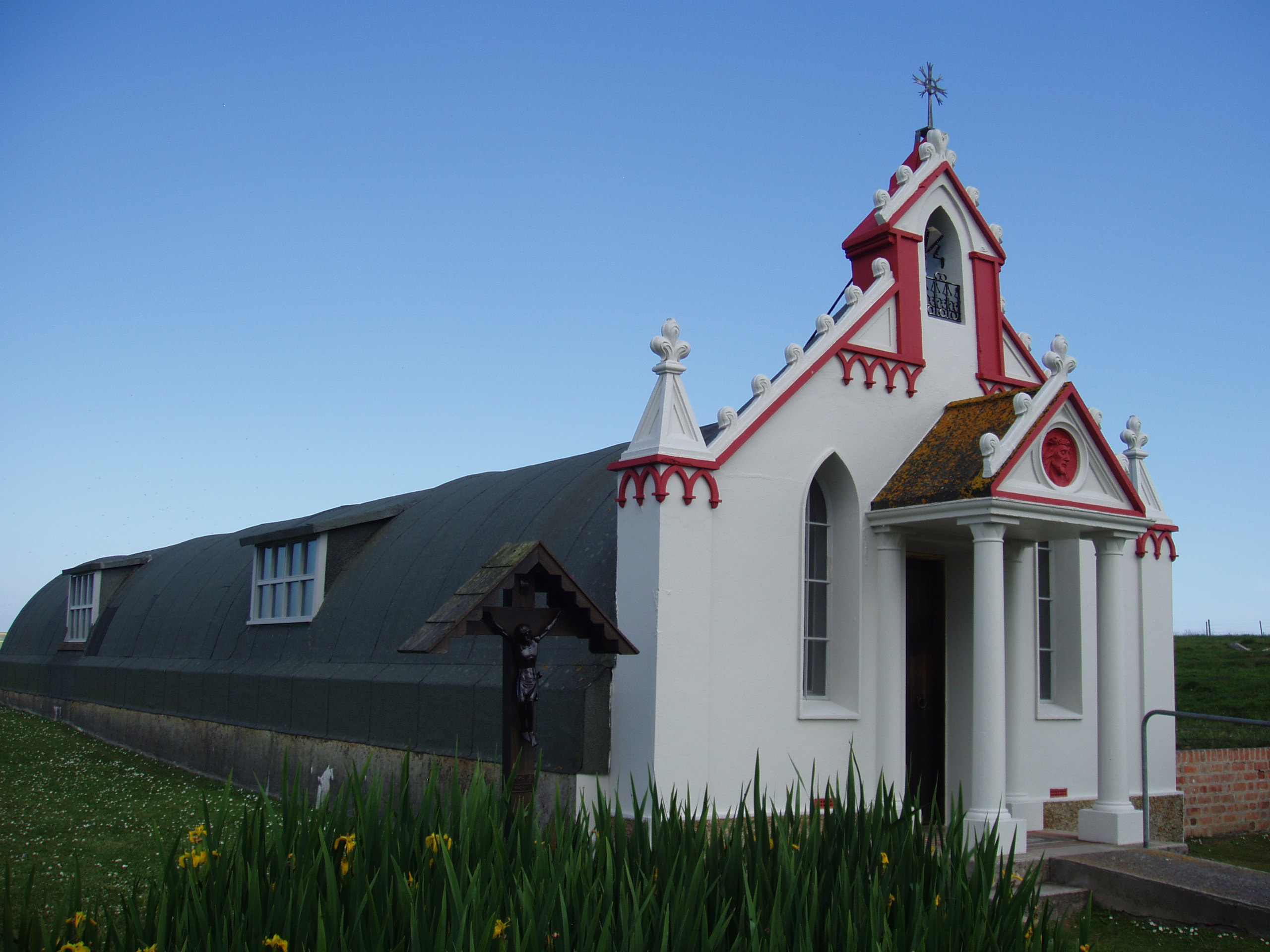
La chapelle Italienne de Lamb Holm, construite par des prisonniers de guerre italiens.

Jusqu'en 1956, la baie de Scapa Flow a abrité une base de la Royal Navy où se sont déroulés deux événements maritimes majeurs liés à chacune des deux guerres mondiales :
- le sabordage d'une grande partie des 74 navires de la flotte allemande consignée dans la baie, un des plus importants de l'Histoire[19], le 21 juin 1919 ;
- Le torpillage du cuirassé britannique HMS Royal Oak par le sous-marin allemand U47, le 14 octobre 1939.

En réponse au torpillage du Royal Oak, Winston Churchill prend la décision de construire plusieurs digues pour réduire le nombre d'accès maritimes à la baie de Scapa Flow. Construites par des prisonniers italiens, ces digues toujours présentes relient les îles de Mainland, South Ronaldsay, Burray Mainland, Glimps Holm et Lamb Holm. Ces mêmes prisonniers ont également érigé la chapelle Italienne de Lamb Holm.
En juillet 2023, le Conseil des Orcades a entamé des changements pour changer son statut, en examinant des options telles que devenir une dépendance de la Couronne du Royaume-Uni ou un territoire autonome au sein du royaume de Norvège.

## Géographie

Vue satellite des Orcades.

Les Orcades s'étendent en mer du Nord entre 58° 41' et 59° 24' de latitude nord, et 2° 22' et 3° 26' de longitude ouest ; elles s'étirent sur 80 kilomètres du nord-est au sud-ouest, sur 47 kilomètres de l'est à l'ouest, et couvrent une superficie de 973 km2. Excepté les côtes occidentales des îles principales qui offrent des paysages aux falaises découpées remarquables pour leur beauté et leur couleur, le groupe d'îles présente peu de reliefs et offre un aspect nu.

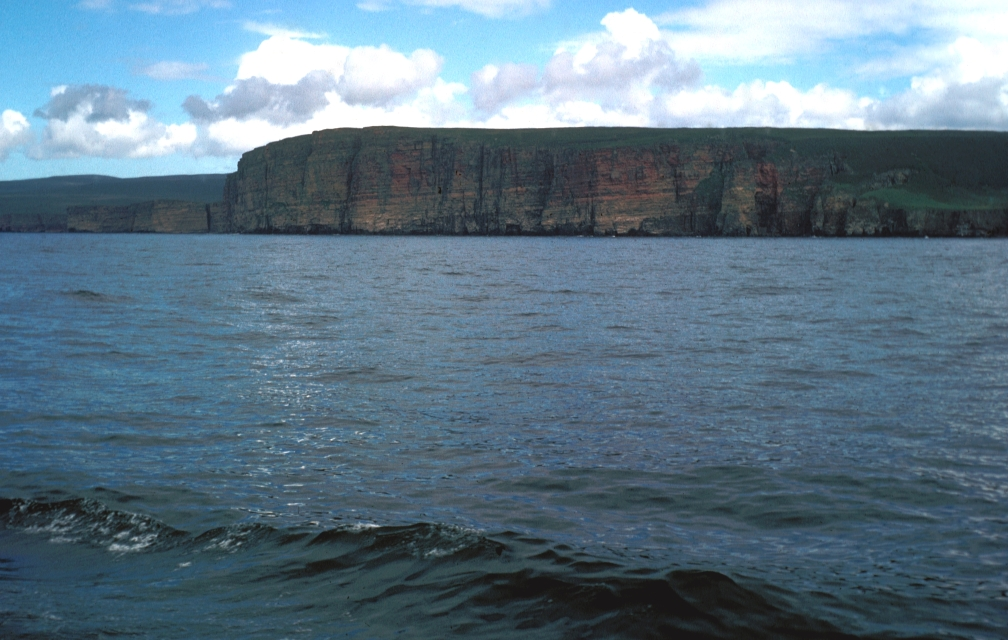
Les Orcades vue depuis le Pentland Firth.

Le Pentland Firth est le détroit qui sépare les Orcades de la partie écossaise de la Grande-Bretagne. La distance est de onze kilomètres entre Brough Ness, sur l'île de South Ronaldsay, et Duncansby Head, dans le comté de Caithness.
Les Orcades sont connues pour leur absence d'arbres, partiellement expliquée par l'abondance de vent (bien que le climat en général soit tempéré). La formation de tourbe prouve que les arbres n'ont pas toujours été absents, et on pense qu'une déforestation délibérée a eu lieu à une période antérieure au Néolithique. L'accroissement naturel de la population et de ses besoins en bois, notamment de chauffage, a pris le dessus sur les capacités de renouvellement des forets. Ce phénomène est constaté sur d'autres îles de petite taille dans le monde. Le développement de l'élevage complète le phénomène en ne laissant plus pousser que le gazon. L'usage de la pierre dans des sites tels que Skara Brae atteste du manque de bois pour les constructions.

### Îles des Orcades

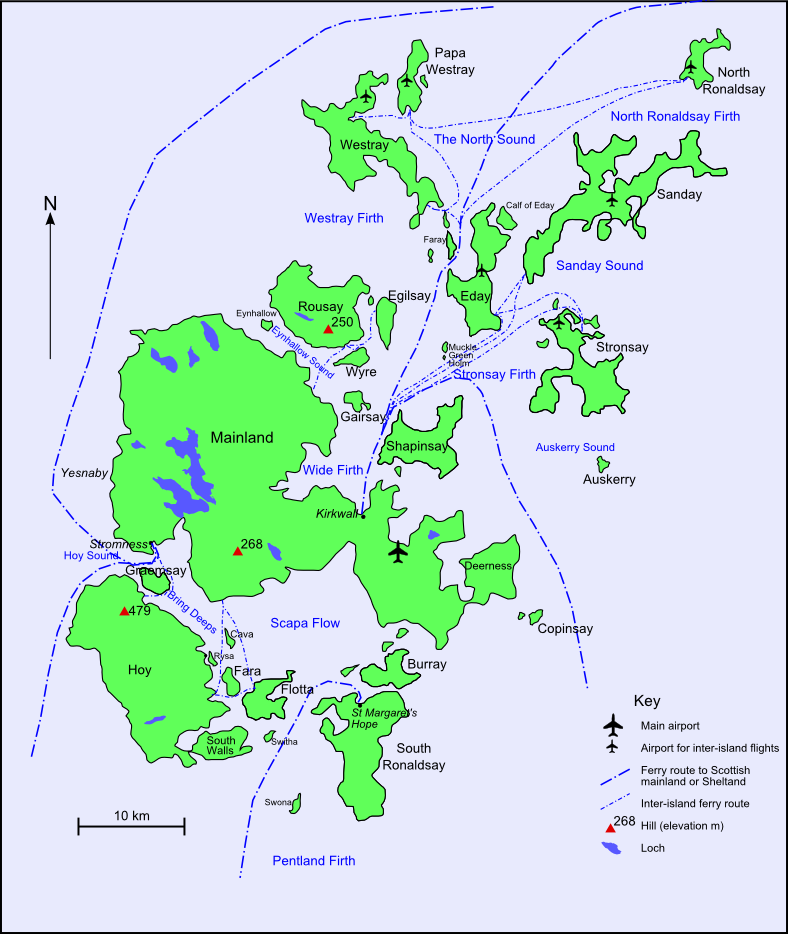
Carte des îles et des infrastructures des îles des Orcades.

Le nom même des îles indique leur nature ; la terminaison a ou ay dérive du ey scandinave signifiant île, terminaison apparente dans les noms Pomona (nom ancien de Mainland) et Hoy. Les îlots sont habituellement appelés holms et les rochers isolés skerries. Les îles des Orcades sont classées en deux groupes, celles au nord de Mainland et celles au sud. Les îlots éloignés de Sule Skerry et Stack Sule, qui se trouvent 60 km à l'ouest de l'archipel sont des exceptions et font partie des Orcades uniquement sur le plan administratif.
L'île la plus vallonnée est Hoy : le point culminant des Orcades, Ward Hill, s'y trouve. Les seules autres îles comportant des sommets importants sont Mainland, avec Ward Hill (268 m) et Rousay avec Wideford Hill. La plupart des îles possèdent des lochs (lacs) et leurs rivières sont principalement des torrents provenant des hauteurs. Excepté sur la côte ouest de Mainland, Hoy et Housay, le littoral des îles est très découpé et les îles elles-mêmes sont séparées l'une de l'autre par des détroits généralement appelés sounds ou firths, bien que des dénominations particulières soient également utilisées : Bring Deeps pour le bras de mer au nord-est de Hoy, Scapa Flow pour la baie au sud de Mainland ou le Fall of Warness au sud-ouest d'Eday.

#### Mainland
Mainland est la plus grande île des Orcades, les deux principales agglomérations urbaines des Orcades s'y trouvent, ce sont Kirkwall et Stromness. Mainland est, par ce biais, au cœur du système de transport des Orcades avec des liaisons par ferry et par avion vers les autres îles ou le monde extérieur. Mainland compte pour 75 % de la population des Orcades et possède d'importantes superficies de terres agricoles. 

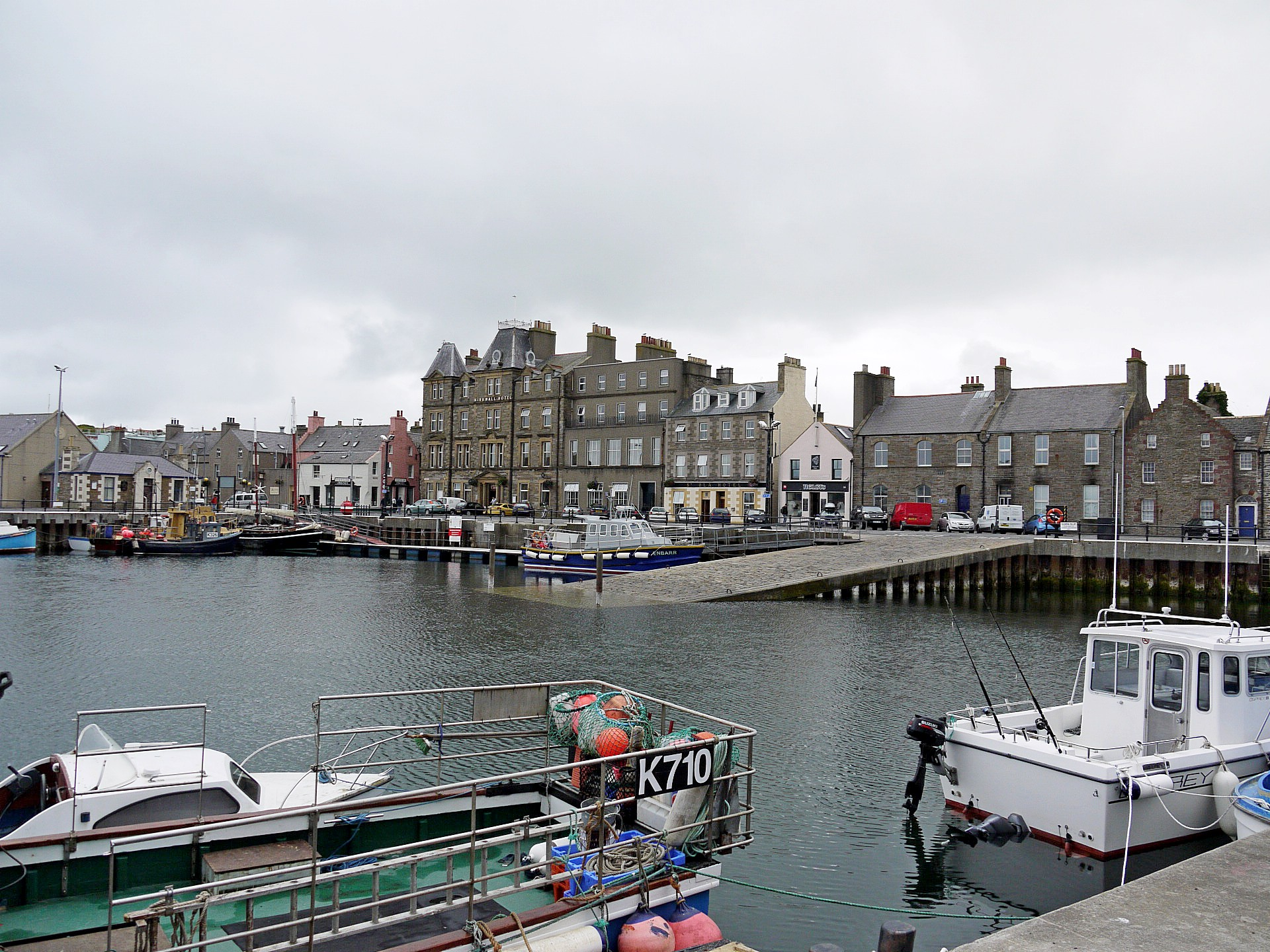
Kirkwall vu du port de pêche.

La topographie de l'île se caractérise surtout par de basses altitudes en particulier à l'est, avec cependant des falaises côtières au nord et à l'ouest, ainsi que deux lacs de taille: le loch d'Harray et le loch de Stenness. Mainland a conservé de nombreux vestiges néolithiques, Pictes et Vikings ; ainsi l'île possède quatre des principaux sites néolithiques, inclus dans le Cœur néolithique des Orcades inscrit au patrimoine mondial en 1999.

#### Îles du Nord
Les îles du Nord, la plupart de taille moyenne, sont reliées à Mainland par air et par mer. L'agriculture, la pêche et le tourisme sont les principales sources de revenus pour la plupart des habitants. L'île la plus septentrionale est North Ronaldsay, qui se trouve 4 km au-delà de sa plus proche voisine, Sanday. À l'ouest se situe l'île de Westray avec une population de 550 habitants. Westray est relié par ferry et par air à Papa Westray. Eday, dans une situation centrale, se singularise par son paysage de landes, ses industries d'extraction de tourbe et ses carrières de calcaire.
Rousay, Egilsay, Wyre et Gairsay sont situées juste au nord de Mainland dont elles sont séparées uniquement par le sound of Eynhallow. Rousay est connue pour ses vestiges archéologiques, notamment le site de Quoyness. Egilsay conserve les ruines - St Magnus church - de la seule église des Orcades avec une tour ronde. Wyre a conservé le site du château de Cubbie Roo. Shapinsay et ses Balfour Castle sont à courte distance au nord de Kirkwall. Stronsay est située plus loin à l'est et cinq habitants seulement habitent Auskerry, une petite île au sud de Stronsay. Les principales îles inhabitées au nord sont : Calf of Eday, Damsay, Eynhallow, Faray, Helliar Holm, Holm Faray, Holm Huip, Holm de Papa, Holm Scockness, Kili Holm, Linga Holm, Muckle vert Holm, Rusk Holm et Sweyn Holm.

#### Îles du Sud
Les îles du Sud entourent la baie de Scapa Flow.
Hoy, située à l'ouest, est la deuxième plus grande des Orcades et Hill Ward à son extrémité nord est le point culminant de l'archipel, connue notamment pour le stack Old Man of Hoy. South Walls est une île maintenant reliée à l'île de Hoy par une route sur remblai, sur laquelle est érigée la Tour Martello. Graemsay et Flotta, situées près de Hoy, y sont reliées par ferry ainsi qu'à Mainland. L'île de Flotta abrite un terminal pétrolier important.
South Ronaldsay et Burray sont les deux principales îles à l'est, reliés entre elles et avec l'île de Mainland et les îles de Glimps Holm et Lamb Holm par la série des Churchill Barriers.
Les principales îles inhabitées du sud sont : Calf of Flotta, Cava, Copinsay, Corn Holm, Fara, Glimps Holm, Hunda, Lamb Holm, Rysa Little, Switha et Swona. L'archipel de Pentland Skerries est excentré, se trouvant plus au sud entre les Orcades et l'Écosse continentale.

## Climat
Bien que situées par 59° de latitude Nord, les Orcades bénéficient des effets du Gulf Stream qui adoucit ce climat humide. La température moyenne annuelle est de 8 °C, 4 °C l'hiver et 12 °C l'été. Les mois d'hiver sont janvier, février et mars, ce dernier étant le plus froid. Le printemps ne commence jamais avant avril, et c'est seulement à la mi-juin que les températures deviennent agréables. Septembre est souvent le mois le plus agréable et, fin octobre ou début novembre, le peedie summer ou petit été, période de temps plus doux, peut avoir lieu.
Le vent qui souffle à force 3 l'été, peut atteindre force 8 l'hiver, avec des rafales dépassant les 90 km/h. L'été, les journées sont longues (18 h en juin), l'hiver plutôt courtes avec 6 h de jour. Le soleil se lève à 3 h et se couche à 21 h 25 au cours du jour le plus long de l'année, alors qu'il se lève à 9 h 10 et se couche à 15 h 17 pour le jour le plus court.
La moyenne annuelle des précipitations varie entre 850 et 940 mm. Des brouillards apparaissent pendant l'été et le début de l'automne, et des tempêtes importantes ont lieu quatre ou cinq fois dans l'année, au cours desquelles on entend les vagues de l'Atlantique s'écraser sur les côtes à 30 km à la ronde.

## Politique
Le Orkney Islands Council est la principale autorité locale de l'archipel. La composition actuelle du Orkney Islands Council est de 22 indépendants sur 22 représentants. C'est l'un des trois seuls conseils en Écosse à avoir une majorité d'indépendants,.
Les Orcades sont représentés a la Chambre des communes, par la circonscription électorale des Orcades et des Shetland, qui élit un membre. L'actuel représentant est Alistair Carmichael. Ce siège est détenu par les Liberal Democrats et leur prédécesseur le Liberal Party depuis 1950, qui en fait le siège avec la plus longue continuité politique de tout le Royaume-Uni,,. Lors des élections générales britanniques de 2015, cette circonscription est l'une des trois seules en Écosse à ne pas être remportée par le Scottish National Party (parti indépendantiste) même s'il effectue une percée notable (+ 27 points par rapport à 2010).
Les Orcades sont également représentés au Parlement écossais. Ils élisent un député par un système majoritaire, via la circonscription des Orcades incorporé à la région électorale des Highlands and Islands. Le député actuel est Liam McArthur du Scottish Liberal Democrats.
Les habitants des Orcades sont généralement moins favorables à l'autonomie et surtout à l'indépendance de l'Écosse. En 1979, 72,11 % des votants s'opposent à la création d'un Parlement écossais (seuls les votants des îles Shetlands repoussent ce projet à une majorité plus forte). De même, seuls 57,3 % des votants ont soutenu le processus de dévolution lors du référendum de dévolution de l'Écosse de 1997, soit la majorité la plus faible de tous les Councils (74,29 % des Écossais ont voté en faveur de la dévolution). De même, lors du référendum sur l'indépendance de l'Écosse de 2014, 67,2 % des votants dans les Orcades s'opposent à l'indépendance. De tous les Councils d'Écosse, c'est celui où la part d'opposants à l'indépendance est la plus élevée. La participation a été de 83,7 % avec 10 004 électeurs contre l'indépendance et 4 883 pour.
En juillet 2023, le Conseil des Orcades a entamé des mouvements pour changer son statut, examinant des options telles que devenir une dépendance de la Couronne britannique ou un territoire autonome au sein du royaume de Norvège.
Les Orcades sont également une des régions de lieutenance d'Écosse.

## Économie
La plupart des terres sont occupées par des exploitations agricoles, l'élevage étant actuellement de loin le secteur, avec la pêche, le plus important de l'économie, en occupant près d'un quart de la population active. Près de 90 % des terres arables sont allouées à l'élevage, alors qu'uniquement 4 % (4 200 hectares) sont utilisées pour la production céréalière. Les Orcades exportent de la viande de bœuf, du fromage, du whisky, de la bière, du poisson et des fruits de mer. Le rôle de la pêche s'est amoindri, n'occupant en 2001 que 345 travailleurs, soit 3,5 % de la population active de l'archipel ; les principales prises sont : le hareng, le homard, le crabe et d'autres crustacés, ainsi des saumons de pisciculture. Ces dernières années, l'activité économique a été tirée par le tourisme, l'industrie agro-alimentaire, l'artisanat et l'industrie pétrolière, avec notamment le terminal pétrolier de Flotta. Les services publics emploient près d'un tiers de la population active. 

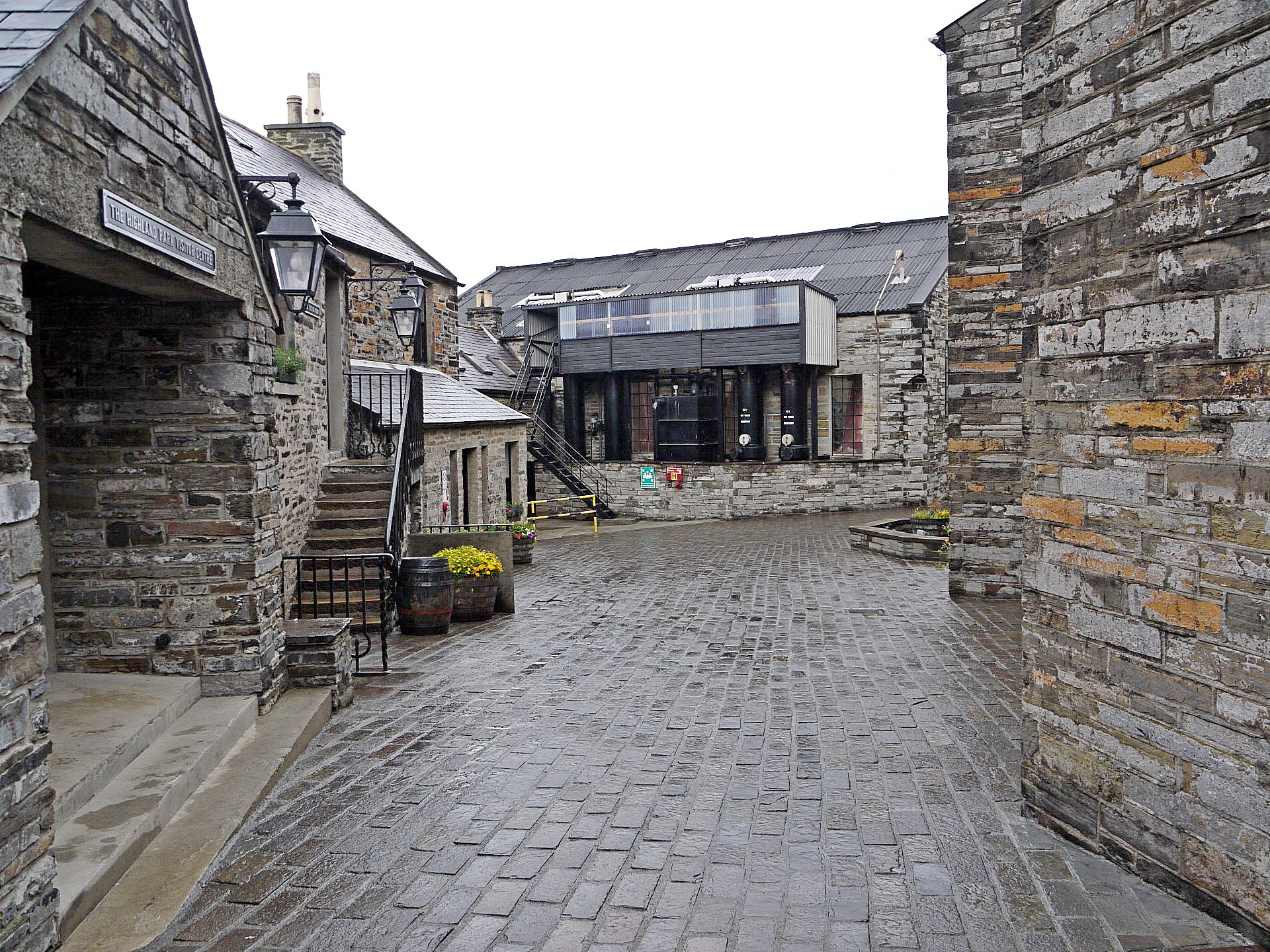
Distillerie Highland Park à Kirkwall

En 2007, l'archipel possédait 1420 entreprises enregistrées dont 55 % dans l'agriculture, la sylviculture et la pêche, 12 % dans le secteur manufacturier et la construction, 12 % dans la distribution et le commerce et 5 % dans les hôtels et les restaurants. 55 % des entreprises de l'archipel emploient entre 5 et 49 personnes.
Les courants de marée, ou roost d'après un mot islandais, sont violents au large de la plupart des îles et des tourbillons (parfois assez puissants pour mettre en danger un petit bateau) apparaissent fréquemment. Cette particularité a été récemment mise à l'étude pour le développement d'un projet d'usines à énergie marine d'une capacité potentielle à terme de 1 300 MW. Ce projet d'énergie renouvelable pourrait permettre une diversification de l'économie locale et une plus grande indépendance énergétique de l'Écosse.
Une majorité de la population des Orcades a voté en faveur du maintien dans l'Union européenne lors du référendum du 23 juin 2016.
Depuis le 5 juin 2018, Microsoft et Naval Group ont immergé aux larges des Orcades, leur premier serveur dans le cadre du Projet Natick.

## Médias
- The Orcadian est le journal hebdomadaire local édité sur l'archipel.
- BBC Radio Orkney, la station de radio locale de la BBC, diffuse deux fois par jour depuis les Orcades les actualités locales et des programmes de divertissement.
- Les Orcades abritent également des stations de radio privées : The Superstation Orkney qui émettent à partir de Kirkwall et de Caithness ; Moray Firth Radio émet en AM depuis les Orcades et en FM depuis Thurso ; Caithness FM diffuse, elle, en FM depuis les Orcades.

## Transports

### Transport aérien
L'aéroport de Kirkwall est le principal aéroport des Orcades, exploité par l'entreprise Highlands and Islands Airports.
Loganair, filiale de Flybe, y dessert les aéroports d'Aberdeen, Edimbourg, Glasgow et Inverness, ainsi que l'aéroport de Sumburgh aux Shetland.
Le Orkney Islands Council gère la plus grande partie des autres aéroports et aérodromes de l'archipel, dont ceux de Stronsay, Eday, North Ronaldsay, Westray, Papa Westray et Sanday. Le vol entre Westray et Papa Westray a la réputation d'être le plus court au monde, avec une durée de vol de deux minutes en moyenne, et parfois moins d'une minute quand le vent souffle dans la bonne direction.

### Transport maritime
Les ferries de la compagnie locale Orkney Ferries (appartenant au Orkney Islands Council) relient entre elles les différentes îles de l'archipel. Des ferries de compagnies extérieures desservent également l'archipel :
- la compagnie Northlink Ferries relie les Orcades, au départ de Kirkwall, à Lerwick et Aberdeen
- la compagnie Pentland Ferries joint Gills Bay au départ de Hope St. Margaret
- la compagnie Northlink Ferries joint Scrabster et Thurso au départ de Stromness.

## Démographie
La population a culminé au milieu du XIXe siècle à un peu plus de 26 000 habitants. Depuis un siècle, elle a diminué pour atteindre un peu moins de 17 000 habitants dans les années 1960. Ces baisses démographiques ont été particulièrement importantes sur les îles situées en périphérie, cette tendance étant très similaire à celle rencontrée sur les autres archipels de l'Écosse.

## Langue
Le norne, langue issue du vieux norrois, était la langue véhiculaire dans ces îles jusque vers 1750, avant d'être remplacée par l'anglais. Cet héritage scandinave reste très marqué aujourd'hui encore, aux Orcades comme aux Shetlands.
Extraits du Notre Père en norne, écrit en 1690 par James Wallace et publié pour la première fois dans An Account of the Islands of Orkney, Londres, Jacob Tonson, 1700.

« Favor i ir i chimrie,

Helleur ir i nam thite,

gilla cosdum thite cumma,

veya thine mota vara gort

o yurn sinna gort i chimrie,

ga vus da on da dalight brow vora

Firgive vus sinna vora

sin vee Firgive sindara mutha vus, lyv vus ye i tumtation,

min delivera vus fro olt ilt,

Amen. »

## Patrimoine

Drapeau officiel des Orcades depuis 2007.

À Kirkwall, ville principale de Mainland :
- la cathédrale Saint-Magnus,
- le palais épiscopal (Bishop’s Palace),
- le palais comtal (Earl’s Palace),
- le musée de Tankerness House.

Autres sites remarquables de Mainland :
- Skara Brae (sur la côte ouest), le site préhistorique le plus extraordinaire des Orcades,
- le cercle de pierres de Brodgar (Ring of Brodgar),
- le tumulus de Maes Howe,
- les pierres levées de Stenness (Stenness Standing Stones),
- Skaill House (près de Skara Brae), demeure seigneuriale du XVIIe siècle,
- le Broch of Gurness,
- le mémorial de Lord Kitchener,
- le cairn de Cuween Hill (sur la côte nord),
- la Tombe de l'Aigle (près de Burwick, sur la côte sud),
- les colonies d’oiseaux marins sur les falaises de la pointe de Marwick Head,
- la distillerie Highland Park, la plus septentrionale d’Écosse,
- la baie et site historique de Scapa Flow.

### Documentaire
- Orcades, un pèlerinage néolithique, dans la série Enquêtes archéologiques. France, 2016, 27 min. Réalisation : Agnès Molia, Raphaël Licandro. Coproduction : Arte France, diffusé sur Arte[33].